# Atomaria fimetarii
Atomaria fimetarii is een keversoort uit de familie harige schimmelkevers (Cryptophagidae). De wetenschappelijke naam van de soort werd in 1792 gepubliceerd door Johann Christian Fabricius.